# Stellardynamik
Die Stellardynamik befasst sich mit der scheinbaren und absoluten Bewegung von Sternen in verschiedenen Sternhaufen und anderen Sternsystemen, um daraus ihre Bildung und weitere Entwicklung abzuleiten.
Dieses Teilgebiet der Astronomie hat mit zahlreichen Schwierigkeiten zu kämpfen, darunter die riesigen Entfernungen, die Kleinheit der zu messenden Effekte, die Wirkung systematischer Fehler und die gegenseitige Beeinflussung von hunderten bis Millionen schwerer Massen.

## Messmethoden
Die zugrundeliegenden Messverfahren sind astrometrischer Natur (v. a. hochpräzise Meridiankreise und Passageninstrumente), ferner die Astrofotografie (heute auch CCD-Sensoren) mit entsprechenden Auswertegeräten (Mono- und Stereokomparatoren), sowie seit den 1990er-Jahren spezielle Astrometriesatelliten.
Die primären Messergebnisse sind sogenannte Eigenbewegungen der Sterne in zwei Komponenten (Rektaszension, Deklination) auf der Himmelssphäre; sie liegen meist im Bereich einiger 0,01" pro Jahr, bei sehr nahen Sternen auch 1-10". Multipliziert mit der Entfernung (s. jährliche Parallaxe) ergibt sich die lineare Bewegung – typischerweise einige 10 km/s. Als dritte Komponente tritt die Radialgeschwindigkeit (in Sichtrichtung) hinzu.

## Bewegungsanalyse von Sternhaufen und Galaxien
Insbesondere untersucht die Stellardynamik durch genaue Analyse der Raumbewegungen, wie sich Sternhaufen und Galaxien bilden, wie sie sich entwickeln und vergehen. Sie benutzt dabei langjährige Messreihen mittels Astrometrie, Fotoplatten und Satelliten-Scanning, deren Änderungen die Sternbewegungen ergeben. Das theoretische Modell bilden die newtonschen Axiome und die allgemeine Relativitätstheorie.
Spezielle Methoden wurden für die Erforschung von Sternassoziationen und -Strömen entwickelt. Solche Sterngruppen sind gemeinsam entstanden und bewegen sich annähernd parallel durch unsere Galaxis, u. a. die nahegelegene Bärengruppe von etwa 50 Sternen, die ringsum an unserem Sonnensystem vorbeiziehen. Solche Analysen sind aber um zwei heikle Einflussfaktoren zu bereinigen: dem Sonnenapex (Bewegung in Richtung des Sternbilds Herkules) und der lokal unterschiedlichen Rotation um das Milchstraßenzentrum (annähernd 200–250 km/s), die wiederum von der genauen Massenverteilung abhängt (siehe auch astronomische Geschwindigkeitsmessung).

## Computer-Simulationen
Mit der wachsenden Nutzung von Großrechnern und teils auch Supercomputern wurden sehr umfangreiche Simulationen der Bewegung in Sternsystemen möglich, die eine so genannte "experimentelle" Stellardynamik schufen. Dabei werden verschiedene Modelle durchgerechnet und mit Beobachtungsdaten verglichen. So kann auch die gegenseitige Beeinflussung der Himmelskörper – das bis vor kurzem unlösbare Mehrkörperproblem – rechnerisch behandelt werden.